# بشر بن المفضل
بشر بن المفضل أحد رواة الحديث النبوي ، اسمه أبو إسماعيل بشر بن المفضل بن لاحق الرقاشي ، روى الحديث عن أبيه بشر بن المفضل وحميد الطويل ومحمد بن المنكدر وعبد الله بن محمد بن عقيل بن أبي طالب وعاصم بن كليب وخالد الحذاء ويحيى بن سعيد الأنصاري وخالد بن ذكوان وداود بن أبي هند وحاتم بن أبي صغيرة وسعيد الجريري وسعيد بن يزيد أبي مسلمة وسعيد بن أبي عروبة وسهيل بن أبي صالح وأبي ريحانة عبد الله بن مطر وعبيد الله بن عمر وعمران القصير ومحمد بن زيد بن المهاجر ويحيى بن أبي إسحاق الحضرمي وابن جدعان وعمارة بن غزية.
ورى عنه الحديث ويحيى بن يحيى وبشر بن معاذ العقدي وزياد بن يحيى الحساني وعلي بن المديني وعمرو الفلاس ونصر بن علي وأحمد بن حنبل والقواريري ووهب بن بقية، توفي سنة 186 هـ.